# Isotomodes maroccanus
Isotomodes maroccanus är en urinsektsart som beskrevs av Stach 1947. Isotomodes maroccanus ingår i släktet Isotomodes och familjen Isotomidae. Inga underarter finns listade i Catalogue of Life.